# Liste der Monuments historiques in Poiseul-lès-Saulx
Die Liste der Monuments historiques in Poiseul-lès-Saulx führt die Monuments historiques in der französischen Gemeinde Poiseul-lès-Saulx auf.

## Liste der Objekte
| Bezeichnung                       | Beschreibung                                                                      | Standort                                   | Kennzeichnung | Schutzstatus | Datum | Bild           |
| --------------------------------- | --------------------------------------------------------------------------------- | ------------------------------------------ | ------------- | ------------ | ----- | -------------- |
| Skulptur Madonna mit Kind (1)     | Kalkstein, zweite Hälfte des 14. Jahrhunderts                                     | in der Kirche Nativité-de-la-Vierge (Lage) | PM21001734    | Classé       | 1966  |                |
| Relief Mariä Verkündigung         | Holz, 17. Jahrhundert, Bildhauer Jean Dubois (?)                                  | in der Kirche Nativité-de-la-Vierge (Lage) | PM21001735    | Classé       | 1966  |                |
| Rechter Seitenaltar               | Retabel; Holz, 17. Jahrhundert                                                    | in der Kirche Nativité-de-la-Vierge (Lage) | PM21001736    | Classé       | 1966  | weitere Bilder |
| Kruzifix                          | Holz, farbig gefasst, um 1500                                                     | in der Kirche Nativité-de-la-Vierge (Lage) | PM21004927    | Inscrit      | 2013  |                |
| Skulptur Madonna mit Kind (2)     | Aufsatz eines Prozessionsstabs; Holz, farbig gefasst, Anfang des 18. Jahrhunderts | in der Kirche Nativité-de-la-Vierge (Lage) | PM21004928    | Inscrit      | 2013  |                |
| Reliquienbüste Heilige Ursula     | Holz, farbig gefasst und vergoldet, Anfang des 18. Jahrhunderts                   | in der Kirche Nativité-de-la-Vierge (Lage) | PM21004929    | Inscrit      | 2013  |                |
| Reliquienbüste Heiliger Antoninus | Holz, farbig gefasst und vergoldet, Anfang des 18. Jahrhunderts                   | in der Kirche Nativité-de-la-Vierge (Lage) | PM21004930    | Inscrit      | 2013  |                |